# Tiribaz
Tiribaz (grč. Τηρίβαχος: Tiribazus) je bio perzijski general i satrap Armenije odnosno kasnije Lidije u doba vladavine Artakserksa II. Tiribaz se spominje u Ksenofontovom djelu „Anabaza“ koji govori o pohodima Deset tisuća u Perzijskom Carstvu.

## Politički život

### Uloga u Korintskom ratu
Ksenofont navodi kako je Tiribaz bio važni perzijski plemić koji je jedini imao čast pomagati Artakserksu II. uzjahati njegovog konja. Godine 401. pr. Kr., prilikom povlačenja Deset tisuća (grčkih plaćenika koje je unajmio pobunjeni princ Kir Mlađi), Tiribaz je služio kao satrap Armenije. Kasnije je naslijedio Titrausta na mjestu satrapa Lidije (zapadna Mala Azija), gdje je vladao iz grada Sarda. Godine 393. pr. Kr. poslan mu je spartanski pregovarač Antalkida kojeg je Tiribaz proslijedio perzijskom vladaru Artakserksu II., prilikom čega je Antalkida pokušao ishoditi prekid rata s Perzijom i savez protiv Atene u zamjenu za spartansko priznanje perzijske vlasti nad Malom Azijom.
Kada je 392. pr. Kr. bjesnio Korintski rat između grčkih polisa, Tiribaz je primio izaslanike razraćenih strana i održao sastanak na kojem se pregovaralo o svršteku rata. Pregovori su propali, no uvjeren kako Atena postaje glavnom prijetnjom Perziji u Egejskom moru, Tiribaz se odlučuje na tajno pomaganje obnovi spartanske flote. Kada je perzijski vladar Artakserkso II. saznao za ovaj Tiribazov potez, odlučio ga je smijeniti odnosno na mjesto satrapa Lidije postaviti Strutu, koji je nastavio s antispartanskom politikom.
Ipak, nakon pet godina (387. pr. Kr.) Tiribaz se ponovo vratio na mjesto satrapa, te je ponovo surađivao sa spartanskim admiralom Antalkidom oko obnove spartanske flote koja je trebala ukloniti atensku opasnost u regiji. Ovaj potez prisilio je Atenjane da sjednu za pregovarački stol. Tiribaz i Antalkida odigrali su ulogu kao posrednici između perzijskog vladara Artakserksa II. odnosno spartanskog kralja Agesilaja II., pa je iste godine u Suzi sklopljen značajni Kraljevski mir koji se smatra prvim primjerom tzv. „zajedničkog mira“ u povijesti antičke diplomacije.

### Pohod protiv Cipra
Godine 386. pr. Kr. Tiribaz je imenovan zapovjednikom perzijske flote koja je krenula u pohod protiv Evagore, kralja Salamine na Cipru. Perzijskoj floti pridružila se i kopnena vojska iz satrapije Armenije, koji je predvodio Oront I. Ekspedicija završava uspjehom, te je Evagora poražen nakon što su Perzijanci postavili opsadu oko Salamine.

### Optužbe i suđenje
Nedugo nakon uspjeha u pohodu protiv Cipra, godine 385. pr. Kr. armenski satrap Oront I. optužio je Tiribaza zbog čega je pozvan braniti se na kraljevski dvor. Prilikom čekanja povratka Artakserksa II. iz pohoda protiv plemena Kadusija, boravio je u pritvoru. Nakon tri suđenja oslobođen je svih optužbi, a dobio je i potporu samog perzijskog vladara koji je cijenio njegove doprinose protiv Grka. Tiribaz je nakon puštanja na slobodu kotirao još više u očima kralja, pa mu je ponudio ruku jedne perzijske plemkinje. Ipak, kralj se nedugo nakon ponude predomislio i sam ju oženio.

## Smrt
Razočaran kraljevom odlukom da oženi plemkinju koja je trebala pripasti njemu, okrenuo se protiv Artakserksa II. i počeo kovati planove za njegovo svrgavanje u suradnji s njegovim sinom Darijem. Tiribaz je ipak izdan od strane jednog eunuha, koji je perzijskom vladaru otkrio njihovu zajveru. Kralj je potom naredio njegovo uhićenje no Tiribaz je pružio jak otpor pa su ga morali ubiti kopljem.

## Poveznice
- Perzijsko Carstvo
- Artakserkso II.
- Kraljevski mir

| Prethodnik: | Satrap zapadne Armenije (? - 390-ih pr. Kr.) _________________________ Satrap Lidije (393. - 392. pr. Kr.) ____________________ (387. - 370-ih pr. Kr.) | Nasljednik: |
| Ardašir Orontidski (?) _________________________ Titraust (395. - 393. pr. Kr.) ____________________ Struta (392. - 387. pr. Kr.) | Satrap zapadne Armenije (? - 390-ih pr. Kr.) _________________________ Satrap Lidije (393. - 392. pr. Kr.) ____________________ (387. - 370-ih pr. Kr.) | Oront I. (401. - 344. pr. Kr.) _________________________ Struta (392. - 387. pr. Kr.) ____________________ Autofradat (370-ih - 350-ih pr. Kr.) |

## Vanjske poveznice
- Tiribaz (Tiribazus), AncientLibrary.com  Arhivirana inačica izvorne stranice od 28. kolovoza 2013. (Wayback Machine)
- Pierre Briant: „Od Kira do Aleksandra: Povijest Perzijskog Carstva“ (From Cyrus to Alexander: A History of the Persian Empire), preveo Peter Daniels, Indiana: Eisenbrauns, 2002., str. 321.
- Bijeg „Deset tisuća“ (Frances Younghusband, The Baldwin Project, MainLesson.com)  Arhivirana inačica izvorne stranice od 4. ožujka 2016. (Wayback Machine)
- Ksenofont: „Anabasis“, IV.-VII. knjiga (enciklopedija Britannica)
- Popis lidijskih satrapa (Livius.org, Jona Lendering)  Arhivirana inačica izvorne stranice od 6. ožujka 2009. (Wayback Machine)